# Allium vasilevskajae
Allium vasilevskajae е вид растение от семейство Лукови (Amaryllidaceae).

## Разпространение
Разпространен е в Армения.